# Індіо (Техас)
Індіо (англ. Indio) — переписна місцевість (CDP) в США, в окрузі Старр штату Техас. Населення — 65 осіб (2020).

## Географія
Індіо розташоване за координатами 26°32′56″ пн. ш. 99°5′45″ зх. д. / 26.54889° пн. ш. 99.09583° зх. д. (26.548877, -99.095866).  За даними Бюро перепису населення США в 2010 році переписна місцевість мала площу 0,74 км², уся площа — суходіл.

## Демографія
Згідно з переписом 2010 року, у переписній місцевості мешкало 50 осіб у 12 домогосподарствах у складі 12 родин. Густота населення становила 67 осіб/км².  Було 13 помешкання (18/км²).
Расовий склад населення:
| - 100,0 % — білих |

До двох чи більше рас належало 0,0 %. Частка іспаномовних становила 98,0 % від усіх жителів.
За віковим діапазоном населення розподілялося таким чином: 30,0 % — особи молодші 18 років, 64,0 % — особи у віці 18—64 років, 6,0 % — особи у віці 65 років та старші. Медіана віку мешканця становила 32,0 року. На 100 осіб жіночої статі у переписній місцевості припадало 56,2 чоловіків;  на 100 жінок у віці від 18 років та старших — 45,8 чоловіків також старших 18 років.
Цивільне працевлаштоване населення становило 0 осіб. 